# Stone Temple Pilots
Stone Temple Pilots är ett amerikanskt alternativt rockband från San Diego, Kalifornien, bildat 1986. 
De hade sin storhetstid under 1990-talet och till viss del under början av 2000-talet. Bandet splittrades 2003 men återförenades 2008, efter att sångaren Scott Weiland blev sparkad ur sitt senare band Velvet Revolver.
Bandet har gett ut totalt sex studioalbum och en greatest hits-skiva. Deras mest kända låtar inkluderar "Plush" och "Sex Type Thing", båda från debutalbumet Core. 
27 februari 2013 meddelade bandet att de sparkar sångaren Scott Weiland.

## Bandmedlemmar
Nuvarande medlemmar
- Robert DeLeo – basgitarr, gitarr, slagverk, sång, vibrafon, keyboard (1986–2003, 2008– )
- Dean DeLeo – gitarr, basgitarr, trummor, slagverk (1986–2003, 2008– )
- Eric Kretz – trummor, slagverk, keyboard, banjo (1986–2003, 2008– )
- Jeff Gutt – sång (2017– )

Tidigare medlemmar
- Scott Weiland – sång, gitarr, slagverk, keyboard (1986–2003, 2008–2013)
- Chester Bennington – sång (2013–2015)[1]

## Diskografi
Studioalbum
- 1992 – Core
- 1994 – Purple
- 1996 – Tiny Music... Songs from the Vatican Gift Shop
- 1999 – No. 4
- 2001 – Shangri-La Dee Da
- 2010 – Stone Temple Pilots
- 2018 – Stone Temple Pilots

EP
- 2011 – A Taste of...
- 2013 – High Rise

Singlar (topp 10 på Billboard Hot Mainstream Rock Tracks)
- 1993 – "Plush" (#1)
- 1993 – "Creep" (#2)
- 1994 – "Big Empty" (#3)
- 1994 – "Vasoline" (#1)
- 1994 – "Interstate Love Song" (#1)
- 1994 – "Unglued" (#8)
- 1995 – "Dancing Days" (#3)
- 1996 – "Big Bang Baby" (#1)
- 1996 – "Trippin' on a Hole in a Paper Heart" (#1)
- 1996 – "Lady Picture Show" (#1)
- 1996 – "Tumble in the Rough" (#9)
- 1997 – "Down" (#5)
- 1999 – "Sour Girl" (#4)
- 2000 – "Days of the Week" (#4)
- 2003 – "All in the Suit That You Wear" (#5)
- 2010 – "Between the Lines" (#2)
- 2013 – "Out of Time" (#1)

Samlingsalbum
- 2003 – Thank You
- 2008 – Buy This
- 2012 – Original Album Series